# ذهبت مع الماء (مسلسل)
ذهبت مع الماء- مسلسل دراما كويتي، تم عرضه في أغسطس 2022م، المسلسل من تأليف الكاتبة والمؤلفة الكويتية منى الشمري، والإخراج لمحمد دحام الشمري. من انتاج منصة "شاشة"

## القصة
يتناول العمل فصص مختلفة، في إطار درامي، ومن خلال ثلاثة أزمنة مختلفة، ولكنها مترابطة بالأحداث، فيحكي العمل عن قصص مختلفة تتناول قضية العنف ضد المرأة، وخاصة بعد الطلاق. كما يتناول قصة حب تجمع شاب وفتاة من مذهبين مختلفين، حيث يتمسك العاشقان بحبهما، ولكن يتملكهم الخوف من الفضيحة في مجتمعهما، وتعتبر هذه القصة مستوحاة من رواية (وسميّة تخرج من البحر) للأديبة ليلى العثمان، كما يتناول قضية حقوق الأطفال والزوجات المقهورات وغيرها.
وفكرة المسلسل مبنية على موضوع الحب المستحيل والمأساة، فيطرح المسلسل فكرة الحب البريء وفشله أمام تقاليد المجتمع القاسية التي تحكمها الطوائف الدينية والقيم الثقافية، والتي أصبحت طاغية بسبب الاختلافات الطبقية والعقائدية في المجتمع.

## حلقات المسلسل[2][3]

### الحلقة الأولى (خارج الكابوس حلم دائم)
تعاني كل من عالية وغيمة ووسمية من الكوابيس وقلة النوم بسبب القلق ومخاوف تسيطر عليهن، حيث غيمة التي تعاملها والدتها معاملة سيئة خاصة بعد طلاقها مرتين، وحبها للخادم مطر. وهناك عالية التي تتسلم وظيفتها الجديدة، ويعترض شقيقها على مشاركتها في مظاهرة ضد عنف النساء. ووسمية التي تتعلق بقلب عبد الله.

### الحلقة الثانية (ألف قصيدة لاتطفيء الشوق)
تختلف عالية مع مديرها فهد، والذي يحاول إرضائها بعد شكواها من شقيقها وتطفله على حياتها العملية، ويتلقي مطر عقاب شديد لتدخله في شؤون غيمة، وفي ذات الوقت تطلب أم عبد الله من ابنها دفع ديونهم لأم وسمية.

### الحلقة الثالثة (تحت قدميها تزهر أرضي)
تعترض والدة فهد على زواجه من عالية، بسبب اختلاف مذهبهما الديني، ويخرج عبد الله بصحبة وسمية ولكن يقع حادث مأساوي لصديقتها وتتوفى غرقًا.

### الحلقة الرابعة (الماء يبتلع الفضيحة)
تطلب عالية من فهد الابتعاد لفترة حتى تستطيع الحكم على مشاعرهما، وتستمر في تولي حقوق الأطفال والزوجات المقهورات، ويطلب مطر من أم غيمة شراء حريته، وتقنع غيمة الخادمات من شراء حريتهن بعد الجلد الذي تلقته ذكية.

### الحلقة الخامسة (في ظلمات الماء)
تحزن عالية لوفاة الطفلة نوف، وتشك في سبب وفاتها. ونحاول استكمال عملها في مساعدة السيدات اللاتي يتعرضن للعنف الأسري، في حين ترفض شيخة زواج العبد مطر من غيمة، وتترك خادمة شيخها طفل لدى أم عبد الله وتتوفى.

### الحلقة السادسة (على حافة السماء نبكي)
تطلب شيخة من مطر قتل غيمة مقابل عتقه، فتهرب معه، وتتزوج عالية من فهد دون علم أهلها، فيعتدي عليها شقيقيها بالضرب ويسحلاها، في حين تتوفى وسمية غرقًا في البحر بعد خوفها من رؤية أحد لها وهي برفقة عبد الله.

## طاقم العمل
شارك في العمل مجموعة كبيرة من الممثلين والممثلات، نذكر من بينهم:
- حمد العماني (في دور فهد)
- فيصل العميري (في دور مطر)
- نور الشيخ (في دور غيمة)
- روان بن حسين (في دور عالية)
- أحمد سعيد (في دور عبدالله)
- رهف العنزي (في دور وسمية)
- زهرة الخارجي (أم عالية)
- في الشرقاوي (في دور شيخة)
- عبد الله الرميان (في دور صنقور)
- عبد الله الفريح (في دور أبو فهد)
- فاطمة البصيري (في دور حصة)
- غادة الكندري (في دور نورة)
- على الششتري (في دور عقيل)
- رابعة اليوسف (في دور صالحة)
- غزلان (في دور بدرية)
- أنوار المنصور (في دور سميرة)

## روابط خارجية
- صفحة المسلسل على موقع قاعدة بيانات الأفلام على الإنترنت IMDB.
- صفحة المسلسل على موقع قاعدة بيانات الأفلام العربية.
- صفحة المسلسل على منصة شاشا.